# Blanka Kata Vas
Blanka Kata Vas (født 3. september 2001 i Budapest) er en cykelrytter fra Ungarn, der er på kontrakt hos SD Worx-Protime. Hun kører både cykelcross, mountainbike og på landevej. 

## Karriere
Vas blev i 2020 ungarsk mester i enkeltstart, og vandt sølv ved de nationale mesterskaber i linjeløb. Samme år vandt hun sølvmedalje i disciplinen cross-country ved VM i mountainbike. Ved VM i cykelcross 2021 vandt hun bronze i U23-rækken.